# Estación de Valencia del Ventoso
Valencia del Ventoso es una estación ferroviaria situada en el municipio español homónimo, en la provincia de Badajoz, comunidad autónoma de Extremadura. Desde junio de 2013 no presta servicio de viajeros, pues ningún tren efectúa ya paradas intermedias entre Zafra y Fregenal de la Sierra (trayecto por el que sólo los fines de semana circulan trenes -uno por sentido-). 

## Situación ferroviaria
Se encuentra ubicada en el punto kilométrico 22,5 de la línea férrea de ancho ibérico que une Zafra con Huelva a 499 metros de altitud, entre las estaciones de Medina de las Torres y de Fregenal de la Sierra.

## Historia
La estación fue abierta al tráfico el 1 de enero de 1889, con la apertura del tramo Zafra-Valdelamusa de la línea férrea que unía Zafra con Huelva. Las obras corrieron a cargo de la Zafra-Huelva Company. Esta modesta compañía de capital inglés mantuvo la explotación del recinto hasta la nacionalización del ferrocarril en España y la creación de RENFE en 1941. Desde el 31 de diciembre de 2004 Renfe Operadora explota la línea mientras que Adif es la titular de las instalaciones ferroviarias. 

## Servicios ferroviarios
Ningún tren de viajeros efectúa paradas en Valencia del Ventoso, aunque hasta junio de 2013 sí lo hacía el servicio de Media Distancia ofrecido por Renfe entre Huelva, Zafra y Madrid los fines de semana.